# 米朝・メイコの面白日本
米朝・メイコの面白日本（べいちょう・めいこの おもしろにっぽん）は、1986年3月31日から11月28日まで、朝日放送を制作局として、テレビ朝日系列で、月曜日から金曜日の13:00 -13:15（JST）に放送されていた紀行番組・バラエティ番組である。

## 概要
TBS系列時代から長らく続いた『シャボン玉プレゼント』が、司会を務めていた西川きよしが参議院議員選挙に出馬を表明したのを機に終了したため、その後番組として開始。前番組までは牛乳石鹸共進社の単独提供だったが、本番組からは複数社提供となった。
後に制作・生放送される『朝だ!生です旅サラダ』の帯番組版ともいえる内容であったが、取材対象は、主に国内旅行であった。一週間を通して同じテーマでリポーターが旅した模様を紹介。番組の最後には視聴者プレゼントもあった。
しかし、改編期でもない1986年11月末に突如打ち切られた。打ち切りの理由は不明であり、なおかつ帯番組という特殊な番組もあり当時スポーツ紙と週刊誌では一時憶測記事で波紋を広げた。

## 出演
米朝と中村は隔週交代での出演で、使用するスタジオセットも米朝は和室、中村はリビングと異なっていた（担当する前の週の金曜日にも次回予告に出演）。
- 桂米朝
- 中村メイコほか

## スタッフ
- 構成：堀江誠二、井上哲基
- プロデューサー：山田義之・北村一明（朝日放送）、河本規行（エキスプレス）
- ディレクター：福田亘男（エキスプレス）
- カメラ：田中良三（エキスプレス）
- 制作：エキスプレス
- 制作著作：朝日放送

## テーマ曲
- 行き先は教えない（作詞：佐藤ありす、作曲：大沢瑞穂、編曲：京田誠一、歌：当山ひとみ。日本コロムビア・AH-739。1986年6月1日発売）※日本語詞のシングルバージョン
  - アルバム『Hello Me』（1986年7月1日発売）には英語バージョンの『Maybe Someday』（作詞：当山ひとみ）が収録されている。

## 同時ネット局
| - 朝日放送 （現：朝日放送テレビ） - テレビ朝日 - 北海道テレビ - 東日本放送 - 福島放送 - 新潟テレビ21 - テレビ信州 | - 静岡けんみんテレビ （現：静岡朝日テレビ） - 名古屋テレビ - 広島ホームテレビ - 瀬戸内海放送 - 九州朝日放送 - 鹿児島放送 |